# Okręg wyborczy nr 45 do Sejmu Polskiej Rzeczypospolitej Ludowej (1989–1991)
Okręg wyborczy nr 45 do Sejmu Polskiej Rzeczypospolitej Ludowej (1989–1991) obejmował województwo konińskie. W ówczesnym kształcie został utworzony w 1989. Wybieranych było w nim 5 posłów w systemie większościowym.
Siedzibą okręgowej komisji wyborczej był Konin.

## Wybory parlamentarne 1989

### Mandat nr 176 –Polska Zjednoczona Partia Robotnicza
| Kandydat | I tura | I tura | II tura | II tura |
| Kandydat | Głosów | %      | Głosów  | %       |
| --- | ------ | ------ | ------- | ------- |
| Henryk Janasek                                                                                                 | 26 609 | 16,28  | 26 371  | 42,92   |
| Teresa Leszczyńska                                                                                             | 23 004 | 14,07  | —       | —       |
| Czesław Janicki                                                                                                | 16 820 | 10,29  | 23 408  | 38,10   |
| Zbigniew Trafny                                                                                                | 12 282 | 7,51   | —       | —       |
| Tadeusz Zawacki                                                                                                | 10 443 | 6,39   | —       | —       |
| Liczba głosów ważnych: 163 446 (I tura) • 61 446 (II tura) Źródło: Państwowa Komisja Wyborcza I tura i II tura |        |        |         |         |

### Mandat nr 177 –Polska Zjednoczona Partia Robotnicza
| Kandydat | I tura | I tura | II tura | II tura |
| Kandydat | Głosów | %      | Głosów  | %       |
| --- | ------ | ------ | ------- | ------- |
| Janusz Borkowski                                                                                               | 25 148 | 16,28  | 23 610  | 38,33   |
| Romualda Matusiak                                                                                              | 20 891 | 12,48  | 23 959  | 38,89   |
| Aleksandra Potocka                                                                                             | 18 191 | 10,87  | —       | —       |
| Kazimierz Wiktorski                                                                                            | 13 420 | 8,02   | —       | —       |
| Liczba głosów ważnych: 167 367 (I tura) • 61 600 (II tura) Źródło: Państwowa Komisja Wyborcza I tura i II tura |        |        |         |         |

### Mandat nr 178 –Zjednoczone Stronnictwo Ludowe
| Kandydat | I tura | I tura | II tura | II tura |
| Kandydat | Głosów | %      | Głosów  | %       |
| --- | ------ | ------ | ------- | ------- |
| Jadwiga Wróbel                                                                                                 | 32 557 | 18,78  | 23 623  | 38,44   |
| Zdzisław Domański                                                                                              | 31 396 | 18,11  | 26 229  | 42,68   |
| Marian Jacolik                                                                                                 | 21 862 | 12,61  | —       | —       |
| Liczba głosów ważnych: 173 355 (I tura) • 61 456 (II tura) Źródło: Państwowa Komisja Wyborcza I tura i II tura |        |        |         |         |

### Mandat nr 179 – bezpartyjny
| Kandydat                                                          | Głosów  | %     |
| ----------------------------------------------------------------- | ------- | ----- |
| Andrzej Arendarski                                                | 114 146 | 66,47 |
| Andrzej Ziajka                                                    | 25 870  | 15,07 |
| Marek Nowicki                                                     | 11 032  | 6,42  |
| Sylwester Maćkowiak                                               | 6032    | 3,51  |
| Liczba głosów ważnych: 171 728 Źródło: Państwowa Komisja Wyborcza |         |       |

### Mandat nr 180 – bezpartyjny
| Kandydat                                                          | Głosów  | %     |
| ----------------------------------------------------------------- | ------- | ----- |
| Jerzy Żurawiecki                                                  | 114 513 | 66,34 |
| Tadeusz Piguła                                                    | 16 023  | 9,28  |
| Jan Ciesielski                                                    | 13 615  | 7,89  |
| Marian Michalski                                                  | 10 474  | 6,07  |
| Liczba głosów ważnych: 172 607 Źródło: Państwowa Komisja Wyborcza |         |       |